# Cànoves i Samalús
Cànoves i Samalús est une commune de la province de Barcelone, en Catalogne, en Espagne, de la comarque du Vallès Oriental.